# 直務
直務（じきむ）とは、荘園領主（本所・領家）が荘務権を直接執行して荘園の直接支配（所務）を行うこと。

## 概要
鎌倉時代以後、荘園領主は荘官あるいは地頭、土倉などに現地における管理一切を任せて、定額の年貢納入を請負わせる制度が行われた。荘園の管理を請負った者を請負代官と呼び、請負代官に就いたのが荘官であれば代官請、地頭であれば地頭請、守護であれば守護請と称した。だが、次第に年貢の未進・下地中分や半済の進行によって荘園からの収入が途絶える事態が生じるようになった。一方、現地では請負代官が農民から過酷な取立てを行って自己の収益にする事態も生じており、農民からの請負代官への不信が高まった。また、荘民が結合して惣村などの村落共同体が形成されて荘園領主側との対立を起こすこともあった。
そこで荘園領主が直接あるいは自己の直臣より任命した代官（直務代官）を派遣して現地を直接支配を行った。これを直務と言う。また、農民側から荘園領主に対して直務代官の派遣を求める例や荘園領主が荘官や地頭を更迭して新たに所務を担当する所務代官を募る例もあった。室町幕府も守護と地頭の繋がりを断ち切る意味で不知行地還付政策を発布、所領が回復した寺社が直務代官を派遣する例もあった。
領主の直務で著名な例は文亀元年（1501年）に前関白九条政基が守護細川氏の押領に対抗するために自己の荘園である和泉国日根荘に下向した例が知られ、直務代官の著名な例としては寛正2年（1461年）に美作国新見荘の請負代官であった細川氏家臣安富智安を現地農民が排除して、領主である東寺に直務代官の派遣を要請して実現させた例が知られている。